# Кашки рејон
Кашки рејон (азер. Qax rayonu), једна је од 78 административно-територијалних јединица Азербејџана. Налази се у северном делу земље. Административни центар рејона се налази у граду Кахи. 
Кашки рејон обухвата површину од 1.490 km² и има 53.900 становника (подаци из 2011). 
Административно, рејон се даље дели у 53 мање општине.